# Modelo de seguridad informática
Un modelo de seguridad informática es un esquema para especificar y forzar políticas de seguridad.
Un modelo de seguridad puede estar basado en un modelo formal de derechos de accesos, un modelo de computación, un modelo de computación distribuida o no estar basado en ninguna teoría particular. 

## Ejemplos
- Lista de control de acceso (ACL)
- Modelo Bell-LaPadula
- Modelo Biba
- Modelo Brewer-Nashl
- Seguridad basado en capacidades
- Modelo Clark-Wilson
- Control de acceso basado en el contexto (CBAC)
- Modelo Graham-Denning
- HRU (seguridad) (HRU)
- Control de acceso basado en rejilla (LBAC)
- Control de acceso obligatorio (MAC)
- Seguridad multinivel (MLS)
- Sin interferencias (seguridad informática)
- Modelo de objeto-capacidad
- Control de acceso basado en roles (RBAC)
- Modelo Take-Grant
- Anillo (seguridad informática)